# Léon Gozlan
Léon Gozlan (Marselha, 1 de setembro de 1803 - Paris, 1 de setembro de 1866) foi um escritor francês. Léon Gozlan viajou para África e ao Senegal, cujas lembranças são base para um de seus romances. Teatrólogo, produziu dezenas de dramas e comédias, pouco traduzidos para o português. Gozlan está enterrado no Cemitério Montmartre.
Entre as obras traduzidas e apresentadas no Brasil, constam a tradução de “Tributos da mocidade”, comédia em quatro atos, feita por Machado de Assis e o drama “O Livro Negro”, feita por Joaquim Antônio da Costa Sampaio, apresentado no Rio de Janeiro em 18 de agosto de 1839, com o ator João Caetano como o protagonista, Conde de Landremée.
O romance Échec à l'Éléphant foi traduzido em Portugal como O elefante branco, traduzido por Camilo Mariano Fróes. Consta ainda as publicações em folhetim de As noites do cemitério e O vampiro de Valde Grâce, publicadas em 1850 e 1862. Igualmente em folhetim, o texto As belas loucuras foi publicado num períodico gaúcho em 1853.

## Trabalhos
Seus primeiros trabalhos publicados foram:
- 1820: les Émotions de Polydore Marasquin, edição: H. Laurens (Paris) (160 p.-4 f. De pl. En coul.: Ill.; In-16)
  - (sem data) edição: F. Rouff (Paris) (32 p.: couv. ill. en coul.; gr. in-8)
- 1825: Plus joyeuses aventures d'Aristide Froissard, edição: F. Rouff (Paris) (48 páginas)

Seu primeiro romance foi:
- 1828: Mémoires d'un apothicaire sur la Guerre d'Espagne, pendant les années 1808 à 1814, com: Sébastien Blaze (1785-184.), Edição: Ladvocat (Paris) (2 vol. 447, 400 p), '

Este romance foi seguido por muitos outros, incluindo:
- 1834: Les Intimes, (3 vol.), Publicado sob o pseudônimo de "Michel Raymond", com Raymond Brucker, Paris, Eugène Renduel,

Michel Raymond, era um pseudônimo, usado pela primeira vez para um livro escrito por Michel Masson e Raymond Brucker: Le Maçon, mœurs populaires, (4 vol.) Este livro foi recebido com grande elogio da crítica. O pseudônimo usado foi a conjunção dos primeiros nomes desses dois homens. Em cooperação com Léon Gozlan Raymond Brucker escreveu o romance Les Intimes. Foi publicado em 1834 sob o mesmo pseudônimo de "Michel Raymond", na tentativa de aproveitar o sucesso desse nome. Embora nunca tenha protestado, depois disso Michel Masson interrompeu toda a cooperação com Raymond Brucker.
- 1836: Le Notaire de Chantilly, edição: Dumont (Paris) (2 vol.)
- 1838: Washington Levers et Socrate Leblanc
- 1839: Les Tourelles, Histoire des châteaux de France, edição: Dumont (Paris) (2 vol. (358, 348 p.); In-8) 
  - 1858: (nova edição), edição: Michel Lévy frères (Paris) (1 vol. 349 p.; em-18)
- 1839: Les tourelles, Histoire des châteaux de France, edição: Dumont (Paris) (2 vol. (358, 348 p.); In-8)
- 1843: Aristide Froissart, (um dos mais curiosos e célebres de suas produções)
  - 1886: Aristide Froissart (Nouv. Éd.), Edição: Librairie illustrée (Paris) (410 p.; Em-8)
- 1845: Les Nuits du Père Lachaise, edição: A. Lemerle (Paris) (3 vol. Em-8 °) 
  - 1890: nova edição: Calmann-Lévy (Paris) (1 vol. (360 p.); Em-16)
- 1852: De neuf heures à minuit, edição: Victor Lecou (Paris) (III-350 p.; Em-18)
- 1855: Le Tapis vert
- 1857: Le Folle du logis
  - 1859: Le Folle du logis, edição: Librairie nouvelle (Paris), (In-18, 317 p.)
- 1857: Les Emotions de Polydore Marasquin, edição: Librairie illustrée (Paris) (322 p.: Ill., Couv. Ill.; In-16)
- 1859: La Comédie et les Comédiens, edição: Michel Lévy, Paris, 1859, terceira edição. (17x11 cm. IV + 345 p)
- 1861: Le Faubourg mystérieux, Le Vampire du Val de Grâce, edição: E. Dentu (Paris) (In-18, 335 p.) (1861)

(traduzido por Brian Stableford como The Vampire Of The Val-de-Grâce em 2012; ISBN 978-1-61227-123-1 )
- 1862: Histoire d'un diamant, edição: Michel-Lévy frères (Paris) (320 p.)
- 1866: Le capitaine Maubert, edição: C. Vanier (Paris), (1 vol. (174 p.)),
- 18 ??: Le dragon rouge,
  - edição 1876: Bureaux du "Siècle" (Paris) 1 vol. (numerado 265–345); em-4)
- 18 ??: Aventures merveilleuses et touchantes du prince Chènevis et de sa jeune soeur ; xilogravuras: Bertall,
  - edição 1880: J. Hetzel (Paris) (1 vol. (120 p.): fig.; em-16)
- 1872: La Vivandière, edição: E. Dentu (Paris), (In-18, 315 p.)

Suas obras mais conhecidas para o teatro são:
- 1848: Le Lion empaillé
- 1849: Une tempête dans un verre d'eau, primeira apresentação em Paris no Théâtre historique, 18 de dezembro de 1849
- 1850: La Queue du chien d'Alcibiade, comédie em 2 actes, Primeira representação no Théâtre-Français, (Paris) 29 de maio de 1850, edição: Michel-Lévy fr. (Paris) (48 p.; In-12)
- 1850: Une Tempête dans un verre d'eau, dois abridores de cortinas que permaneceram muito tempo no palco
- 1852: Les Paniers de la comtesse
- 1854: Louise de Nanteuil, pièce en cinq actes, Primeira apresentação no Théatre du Vaudevilles 14 de janeiro de 1854, edição: Michel-Lévy frères (Paris) (22 p.: Fig.; 31 cm) (1860)
- 1855: Le Gâteau des reines, comédie en 5 actes, en prosa, primeira apresentação no teatro 31 de agosto de 1855, édition: Michel-Lévy frères (Paris) (In-18, 112 p.)
- 1857: La Famille Lambert, comédie en 2 actes, en prosa, primeira apresentação: 28 de abril de 1857, Theatre du Vaudeville (Paris)

edição: Michel-Lévy frères (Paris) (12 p.) 1858,
- 1861: La Pluie et le beau temps, comédia em 1 ato, en proze, edição: Calmann Levy, Paris, (nova edição, 1878) (28p, in.12)

Ele adaptou vários de seus próprios romances para o palco. Gozlan também escreveu uma descrição romântica e pitoresca dos antigos feudos e mansões de seu país, intitulada Les Châteaux de France (2 vols, 1844), publicada originalmente (1836) como Les Tourelles, que tem algum valor arqueológico, e um ensaio biográfico sobre Balzac ( Balzac chez lui, 1862).